# Materialismo cultural
O materialismo cultural, tanto na teoria literária quanto nos estudos culturais, tem suas origens na obra de Raymond Williams e está baseado na teoria crítica à tradição da Escola de Frankfurt.
Surgiu como movimento teórico no começo da década de 1980, juntamente com o Novo historicismo, uma abordagem estadunidense da literatura da Idade Moderna.
Nos seus estudos, Williams considerou a cultura como "processo produtivo" e parte integrante dos meios de produção.
Materialistas culturais analisam os processos pelos quais forças hegemônicas das sociedade se apropriam de textos canônicos e historicamente importantes, desde os clássicos da antiguidade como Homero, até Shakespeare e Machado de Assis, utilizando-os para validar ou inscrever certos valores no imaginário cultural. Entretanto, como os textos canônicos têm origens e contextos em sua maioria diversos, encontra-se neles visões e valores diversos e divergentes, condizendo ou sendo críticos aos valores das respectivas sociedades de cada autor, tendo como elemento comum apenas a ética humana.
Jonathan Dollimore e Alan Sinfield, os autores de Shakespeare Político, identificaram quatro características para definir o materialismo cultural como teoria:
- Contexto histórico
- Explicação textual próxima
- Compromisso político
- Método teórico